# Воронка осушення
Воронка осушення (рос. воронка осушения; англ. cone of dehumidification; нім. Trockentrichter m) — осушена частина водоносної породи, що має форму воронки (лійки), утвореної навколо свердловини, колодязя, шахти тощо, з яких відкачується вода, або під отвором у підошві водонасиченого горизонту, через який вода витікає вниз.